# HD 81040 b
HD 81040 b (بالإنجليزية: HD 81040 b)‏ الذي يرمز له بالرمز HD 81040b، هو كوكب خارج المجموعة الشمسية، في كوكبة الأسد، يتبع HD 81040 ‏.

## الاكتشاف
اكتشف في 24 نوفمبر 2005.